# Yannick Michiels
Pour les articles homonymes, voir Michiels.
Yannick Michiels (né le 29 juillet 1991) est un orienteur belge de Haut Niveau. Il est spécialisé dans le format sprint de la course d'orientation. 
En mai 2017, il remporte sa première manche de coupe du monde à Lohja en Finlande. 
En août 2018, il atteint la 3e place au classement mondial de Sprint (derrière les suisses Daniel Hubmann et Matthias Kyburz) et termine au pied du podium des Championnats du Monde en Lettonie. 

## Palmarès

### Jeux mondiaux
- Médaille d'argent en 2017 à Wroclaw (Pologne) en catégorie Sprint
- Médaille d'or en 2025 à Chengdu (Chine) en catégorie Sprint

### Championnats d'Europe
- Médaille d'argent en 2021 à Neuchâtel (Suisse) en sprint